# 伦敦大学学院数学与物理科学学院
倫敦大學學院數學與物理科學學院為組成伦敦大学学院（UCL）中的11个学院之一。此学院與倫敦大學學院工程科学学院以及倫敦大學學院建筑环境学院（巴特莱特学院）共同组成了倫大學院建筑环境、工程与数学物理科学学院。

## 科系
伦敦大学学院（UCL）的化学系、地球科學系、数学系、自然科学系、物理系与天文學系、科学技术研究系、太空科學系（穆拉德空间科学实验室）、統計學系，以及伦敦纳米技术中心构成了倫敦大學學院中在数学与物理科学领域的研究核心和教育力量。
- 倫大學院化学系：致力于在化学领域进行前沿的研究及提供優質教育。

- 倫大學院地球科学系：探索地球的物理、化学、生物结构及其过程。

- 倫大學院数学系：提供数学教育，並於2015年起，由数学系学生创办了线上数学兴趣杂志《Chalkdust》。

- 倫大學院自然科学系：跨学科研究自然世界的各個方面。

- 倫大學院物理与天文系：在物理学和天文学领域进行研究及教学。

- 倫大學院科学技术研究系：研究科学、技术与社会之间的互动。

- 倫大學院太空科學系（穆拉德空间科学实验室）：专研于太空科學、气候及物理的研究。

- 倫大學院统计学系：供給统计学的教育和研究。

- 伦敦纳米技术中心：此中心為倫大學院和帝国理工学院在2003年，獲得一笔1365萬英鎊的高等教育基金会科研基础设施補助金后，所共同成立联合企业，主要专研于纳米技术。

## 研究中心和研究所

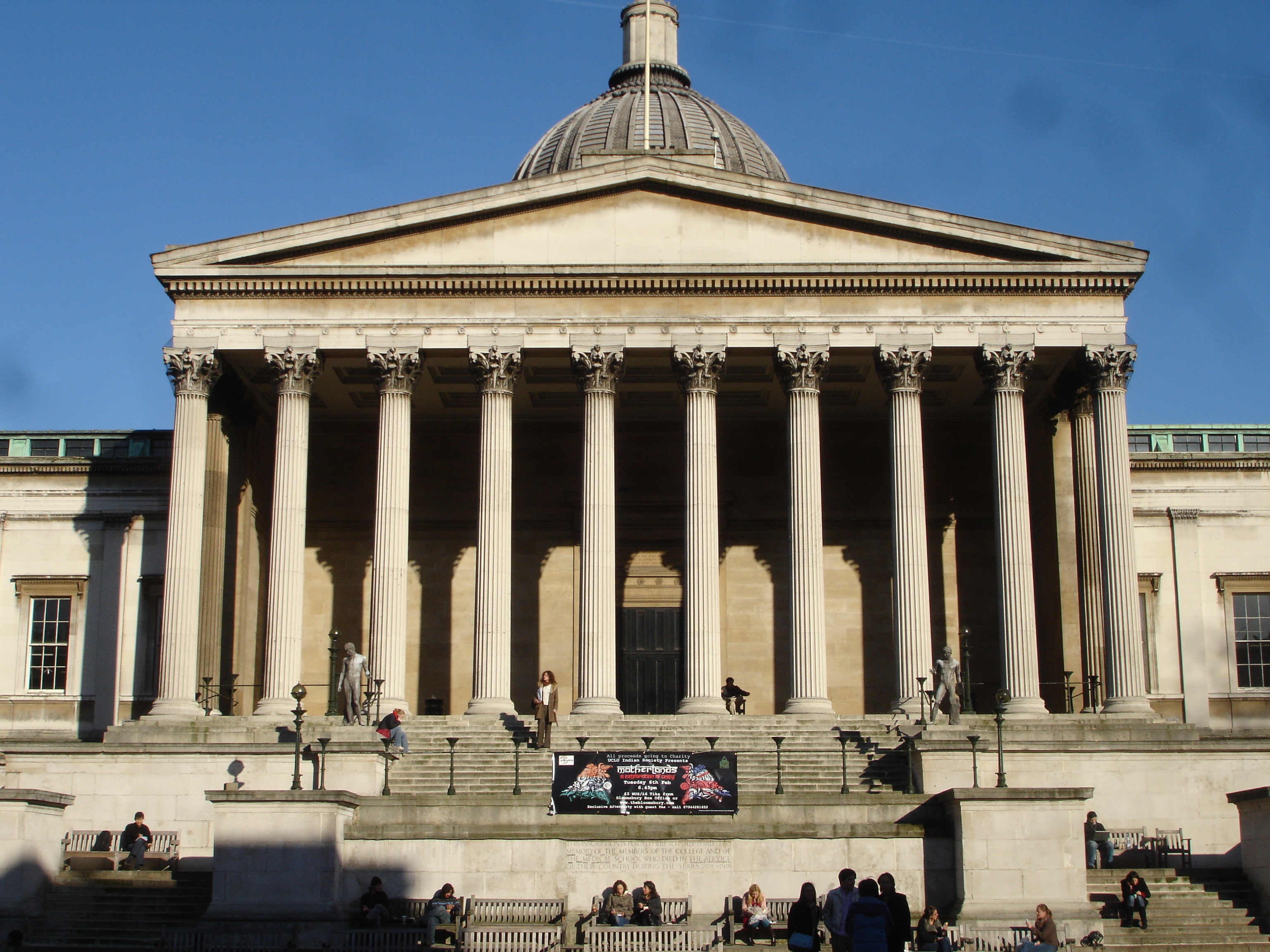
伦敦大学学院

伦敦大学学院（UCL）的材料科學研究中心、生命科学与实验生物学]]的数学物理中心（CoMPLEX）、行星科学中心、临床运营研究单位（CORU）、起源研究所、医疗保健工程研究所、风险与灾难减少研究所以及托马斯·杨中心，皆為倫大學院旗下的重要研究机构和中心。
- 倫大學院材料研究中心：专注于新材料的开发和研究。

- 倫大學院生命科学与实验生物学的数学物理中心（CoMPLEX)：这是一个跨学科的虚拟中心，旨在将数学家、物理科学家、计算机科学家和工程师聚集在一起，共同研究生物学和生物医学中的复杂性问题。该中心与倫大學院的29个部门和研究所合作，并设有MRes/PhD项目，要求其学生至少属于这些部门/研究所之一。中心位于倫大學院主校区的物理大楼内。

- 倫大學院/伯貝克行星科学中心：专注于行星科学的研究。

- 倫大學院临床运营研究单位（CORU）：CORU位于数学系内，是一个专门致力于将运营研究、数据分析和数学建模应用于医疗保健问题的研究团队。

- 倫大學院起源研究所：探索宇宙、地球和生命的起源。

- 倫大學院医疗保健工程研究所（IHE）[2]：致力于通过数字和医疗技术改变生活，并促进倫大學院各专业领域之间的合作。

- 倫大學院风险与灾难减少研究所：致力于减轻自然和人为灾害的风险和影响。

- 托马斯·杨中心：作为跨学科研究的中心，专注于材料、分子和纳米科学的研究。

## 學校排行
在2013年的世界大学学术排名（Academic Ranking of World Universities）中，伦敦大学学院（UCL）在自然科学和数学领域的世界排名分別獲得第51名與第75名（欧洲排行第12名）。
在2013年QS世界大学排名中，伦敦大学学院自然科学专业排名世界第38名（欧洲排名第12名）。在2014年QS世界大学学科排名中，伦敦大学学院化学专业排名世界第 51-100 位（欧洲排名第 12 名） ，地球科学专业排名世界第 27 名（欧洲排名第8名） ，材料科学世界并列第 51-100名（欧洲并列第13名） ，数学世界并列第36名（欧洲并列第10名） ，物理学和天文学排名世界第47名（欧洲排名第9名） ，统计學和运筹學研究排名世界第47名（欧洲第9名）。 
在2013與2014年泰晤士高等教育世界大學排名中，伦敦大学学院物理科学专业排名世界第51名（欧洲排名第16名）。 

## 著名人物
- 迈克尔·亚伯拉罕
- 威廉·拉姆齐
- 史蒂文·T·布拉姆韦尔
- 乔丹·西顿
- 西格德·齐瑙
- 安德鲁·费舍尔
- 保罗·戴维斯
- 埃德温·鲍尔
- 彼得·希格斯
- 奥托·哈恩
- 高锟
- 安德里亚·塞拉
- 拉曼·普林贾
- 海伦·威尔逊
- 汉娜·弗莱